# Louis III de Thuringe
Pour les articles homonymes, voir Louis III et Louis de Thuringe.
Louis III de Thuringe, surnommé Louis le Pieux ou le Doux (allemand : der Fromme et der Milde), né vers 1151-1152 – mort le 16 octobre 1190, en méditerranée orientale au large de l'île de Chypre, est un noble allemand, membre de la lignée des Ludowinges, qui règne comme Landgrave de Thuringe de 1172 jusqu'à sa mort et qui devient comte palatin de Saxe en 1180.

## Biographie
Louis III est le fils aîné du landgrave Louis II et de son épouse Judith de Hohenstaufen. En 1172, il succède à son père comme Landgrave de Thuringe. Son frère cadet Henri Raspe III comte de Gudensberg, hérite de la Hesse et des possessions familiales sur le Rhin.
Louis III poursuit la politique paternelle. Il mène des combats permanents contre les familles nobles de Thuringe et les dynastes voisins dont la maison de Schwarzbourg et celle d'Ascanie et avec archevêque de Mayence
Conrad Ier de Wittelsbach. Il est le neveu de l'empereur Frédéric Ier Barberousse et soutient sa politique. Initialement il s'était rangé dans le camp d' Henri le Lion de la maison des Welf. Lorsqu'Henri rompt avec les Hohenstaufens en 1179, Louis III se joint aux opposants saxons d'Henri le Lion. En 1180, il reçoit de l'empereur le comté palatin de Saxe comme récompense pour son attitude. Cependant il transmet l'année suivante ce fief à son frère cadet Hermann de Thuringe. Louis III est seulement blessé le 26 juillet 1184 lors de l'effondrement du plancher de la Cathédrale d'Erfurt où périssent une soixantaine de nobles et d'où le futur empereur Henri réussit à sortir indemne en se réfugiant dans une niche du mur de pierre d'une fenêtre extérieure.
Louis III participe enfin à la Troisième croisade. Contrairement au corps d'armée principal qui choisit le chemin terrestre 

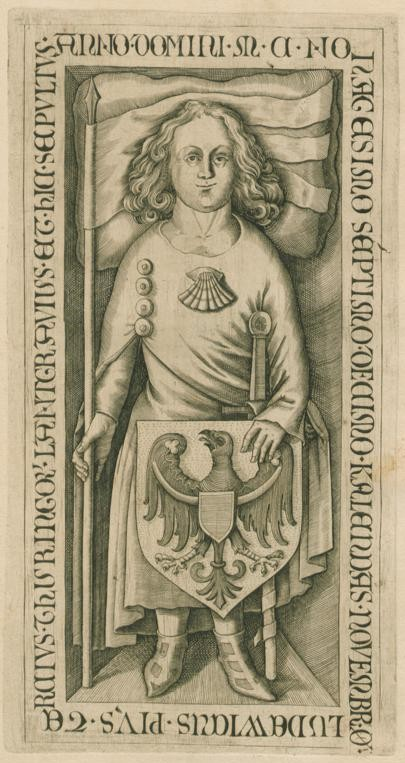
Pierre tombale de Louis III.

via les Balkans et l'Asie Mineure, Louis III et son contingent embarque à Brindisi et naviguent jusqu'à Tyr.
Après son arrivée en Terre sainte, il participe au Siège d'Acre (1189–1191). Toutefois avant l'arrivée de Frédéric Barberousse Barberousse et du corps d'armée principale, Louis III tombe malade et décide de retourner chez lui. Il meurt sur son navire en naviguant vers Chypre. Ses entrailles sont inhumées sur l'île; ses os ramenés au monastère de Reinhardsbrunn. Au XIVe siècle, ses restes sont reinhumés dans l'église de Saint-Georges d'Eisenach.

## Pierre tombale
Le portrait du landgrave Louis III représenté sur sa pierre tombale est posthume. Il est postérieur à l'incendie
de l'église du monastère en 1292 et peut-être datée d'après son style de la décennie 1330. Aujourd'hui, la plaque tombale se trouve avec les autres monuments de la lignée des Landgraves de Thuringe dans l'église Saint-Georges d'Eisenach.
L'inscription n'évoque pas la date de la sépulture mais celle de son décès « Anno Domini MC NONAGESIMO. SEPTIMO DECIMO Kalendas NOVE ... [O. LVDEVICVS PIVS TERT] VS; ThVRINGOR ° LANTGRAVIUS ET HIC SEPVLTVS + ». Dans une niche encastrée on trouve frontalement aligné une figure masculine, dont la tête repose sur un coussin. Le vêtement est fermé sur l'épaule droite avec quatre bijoux fermoirs et on peut voir sur la poitrine, une coquille Saint-Jacques, qui distingue le landgrave comme pèlerin.

## Union et postérité
En 1172, Louis III épouse d'abord Marguerite de Clèves, fille de Thierry III de Clèves, comte de Clèves, et d'Adélaïde de Sulzbach, qui lui donne une fille, mais qu'il répudie pour consanguinité :
- Jutta († 6 septembre 1208/1216), épouse de Dietrich de Wettin comte de Sommerschenburg et Groitzsch, fils de Dedo V de Wettin.

Vers 1184, en secondes noces, il épouse Sophie de Polock († 1198), veuve du roi Valdemar Ier de Danemark, dont il se sépare également en 1187. Cette seconde union reste stérile.